# Droga wojewódzka nr 252
Droga wojewódzka nr 252 (DW252) – droga wojewódzka w południowej części woj. kujawsko-pomorskiego o długości 59 km łącząca Włocławek z Inowrocławiem. Droga przebiega przez 3 powiaty: włocławski (gminy: Brześć Kujawski), aleksandrowski (gminy: Bądkowo, Zakrzewo) oraz inowrocławski (gminy: Dąbrowa Biskupia, Gmina Inowrocław).

## Dopuszczalny nacisk na oś
Na odcinku Inowrocław (DK15) – Włocławek (Rózinowo) (DK91) dopuszczalny jest ruch pojazdów o nacisku pojedynczej osi do 10 ton.

## Miejscowości leżące przy trasie DW252
- Włocławek (DK91)
- Brzezie (A1, DW268)
- Bądkowo
- Ujma Duża (DW267)
- Zakrzewo (DW266)
- Dąbrowa Biskupia (DW246)
- Pieranie
- Inowrocław (DK15, DK25)